# Gubernatorstwo Zaghwan
Gubernatorstwo Zaghwan (arab. ولاية زغوان, fr. Gouvernorat de Zaghouan) – jeden z 24 gubernatorstw w Tunezji, znajdujące się w północno-wschodniej części kraju.